# Remstal

Karte des Remstals. Die Rems fließt, ein kurzes Anfangs- und Endstück des Laufes ausgenommen, sehr beständig westwärts.

Verlauf der Rems mit umliegenden Städten und Gemeinden.

Geologischer Schnitt durch das Remstal zwischen dem Kernen und dem Korber Kopf

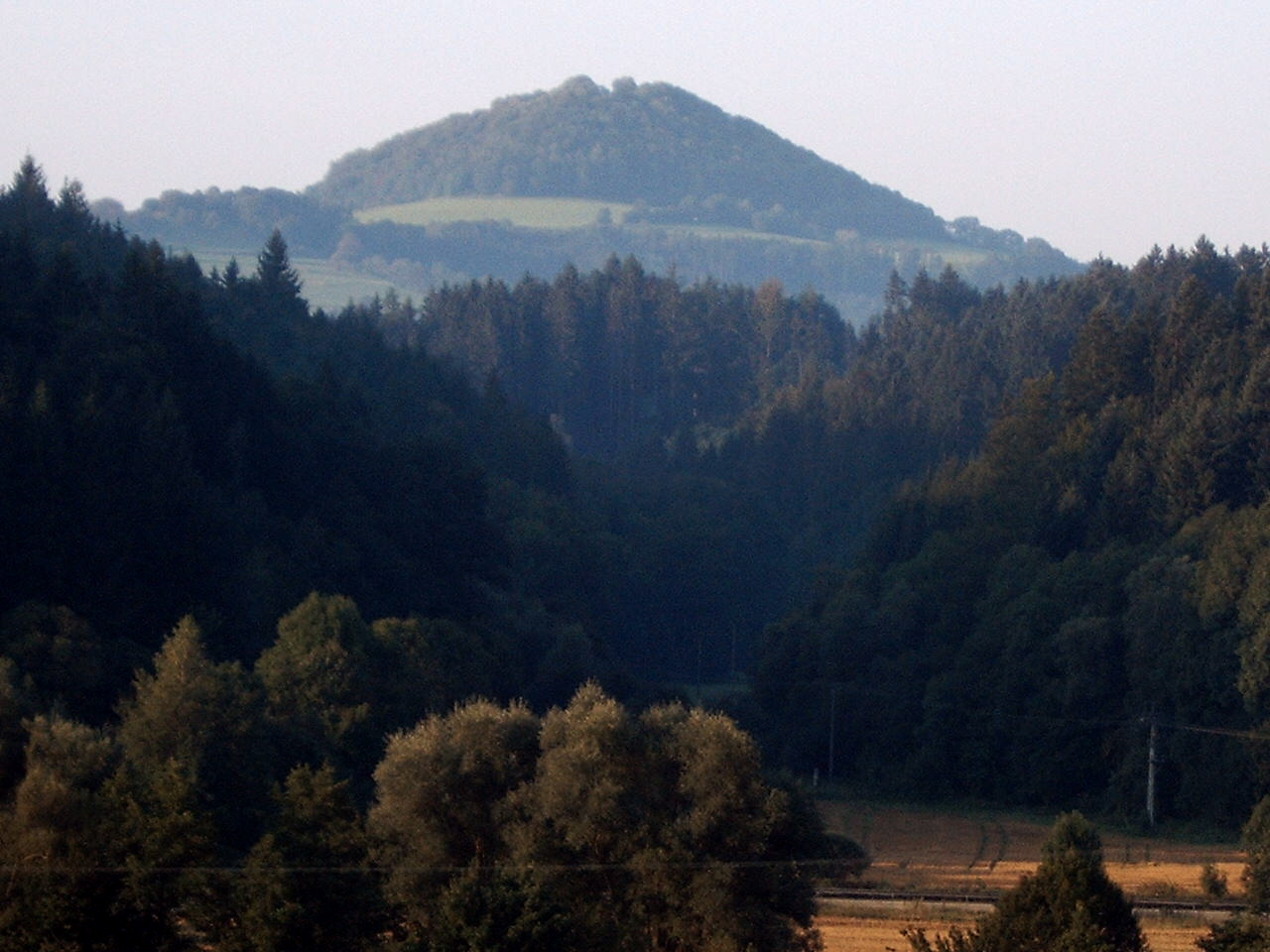
Blick auf den Hohenstaufen aus dem oberen Remstal zwischen Schwäbisch Gmünd und Lorch

Das Remstal ist das ca. 78 Kilometer lange Flusstal der Rems östlich von Stuttgart in Baden-Württemberg und führt durch den Ostalbkreis, den Rems-Murr-Kreis sowie den Landkreis Ludwigsburg. Es erstreckt sich vom Ursprung der Rems in Essingen bis zu ihrer Mündung in den Neckar bei Neckarrems. Es zeichnet sich durch seine abwechslungsreiche Landschaft aus und ist bekannt für ausgezeichnete Weine – siehe dazu auch: Weinbaugebiet Württemberg, Württemberger Weinstraße. Durch die Nähe zur Landeshauptstadt ist das Remstal ein beliebtes Naherholungsgebiet mit einer Vielfalt an Freizeitmöglichkeiten, Wander- und Radwegen und kulturellen Sehenswürdigkeiten.
Im Remstal liegen die Städte und Gemeinden Essingen, Böbingen, Mögglingen, Schwäbisch Gmünd, Lorch, Plüderhausen, Urbach, Schorndorf, Winterbach, Remshalden,  Weinstadt, Kernen, Korb, Waiblingen, Fellbach und Remseck.
Verkehrswege sind die 1861 eröffnete Remsbahn, auch Remstalbahn genannt, von Aalen nach Stuttgart-Bad Cannstatt und die teilweise vierspurig ausgebaute Bundesstraße 29 Waiblingen–Aalen. Die Bundesstraße 14 verläuft bei Fellbach und Waiblingen ebenfalls ein kurzes Stück durch das Remstal. Aus Stuttgart kommend, zweigt sie jedoch kurz nach Waiblingen in Richtung Winnenden ab.

## Freizeit

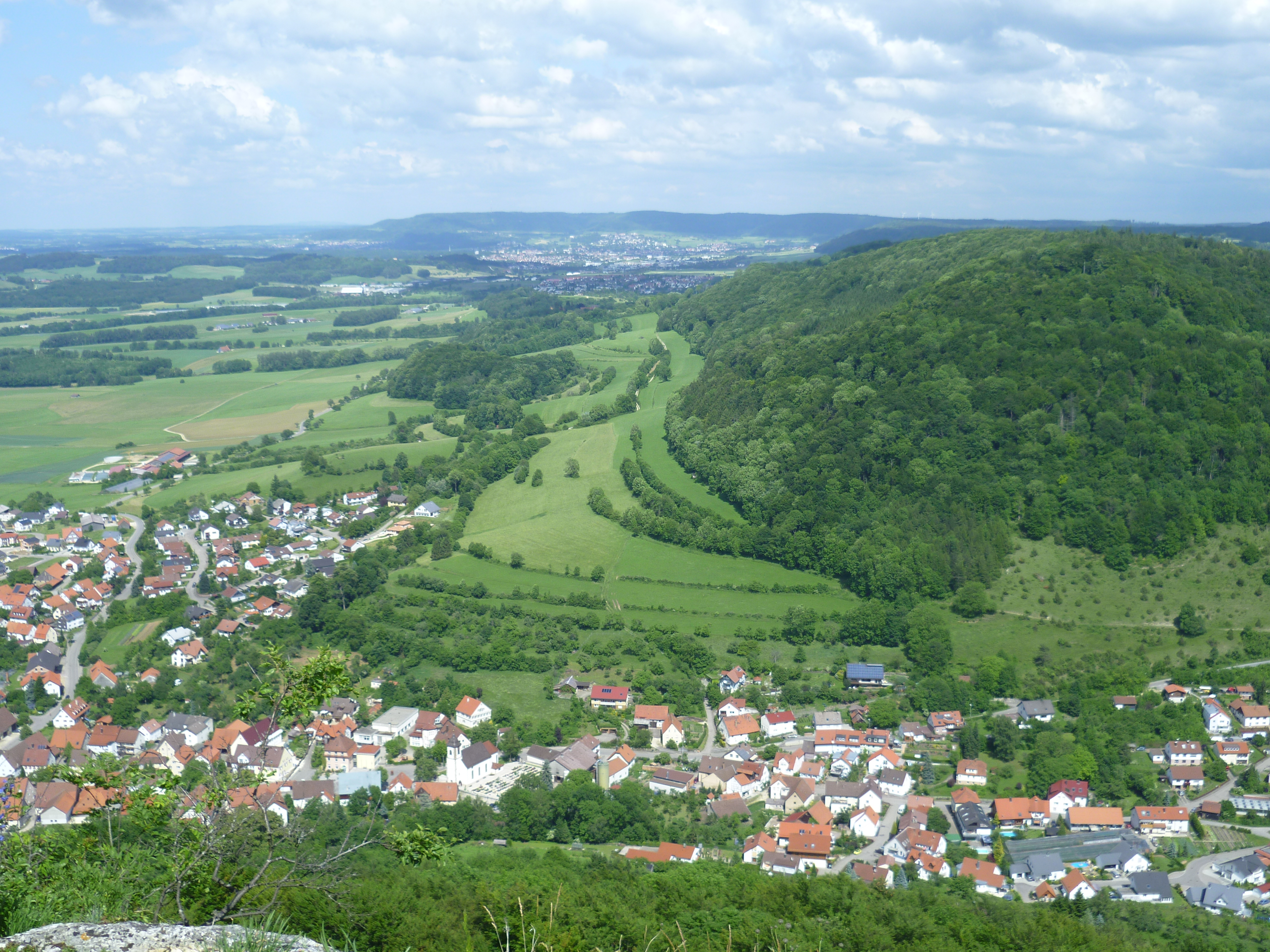
Blick vom Rosenstein hinunter auf Lautern entlang des Remstal-Höhenweges

Seine Landschaft macht das Remstal attraktiv für Freizeitaktivitäten.
Der im Oktober 2010 eingeweihte, 226 km lange Remstal-Höhenweg stand viele Jahre für Wandermöglichkeiten beidseits des Flusses. Zur Landesgartenschau Grünprojekt Remstal 2019 wurden Remstal-Höhenweg und Remswanderweg des Schwäbischen Albvereins zum „RemstalWeg“ zusammengelegt. Er führt von Fellbach bis zur Remsquelle bei Essingen und auf der anderen Talseite wieder talabwärts bis Remseck. Dabei durchquert er verschiedene Kultur- und Naturlandschaften, zieht durch weitläufige Weinbaugebiete, Streuobstwiesen, historische Städte und vorbei an Bauwerken bis zum Rand der östlichen Schwäbischen Alb.
Zwischen Lorch und Böbingen verläuft der Limes-Wanderweg, ein Teilabschnitt des Deutschen Limes-Wanderwegs, durch das Remstal.
Dem Flusslauf folgt auch die „Remstal-Radroute“, die 76 Kilometer lang vom Remsursprung bei Essingen aus durch die bald verstädterte Tallandschaft und zuletzt in den Talmäandern des siedlungsarmen Unteren Remstals zur Mündung in Remseck führt.

## Sehenswürdigkeiten
- Remsursprung bei Essingen
- Historische Altstadt von Schwäbisch Gmünd
- Kloster Lorch und sein Staufer-Rundbild
- Naturschutzgebiet um den Bergrutsch bei Urbach
- Innenstadt Schorndorfs mit vielen sehr gut erhaltenen Fachwerkhäusern und dem Geburtshaus von Gottlieb Daimler
- Skulpturenpfad durch die Weinberge Strümpfelbachs
- Weinberge um Remshalden und Weinstadt
- Skulpturenpfad „Köpfe am Korber Kopf“ in Korb
- Mittelalterlicher Stadtkern in Waiblingen
- Galerie Stihl Waiblingen

## Weinbau

### Geschichte des Weinbaus im Remstal

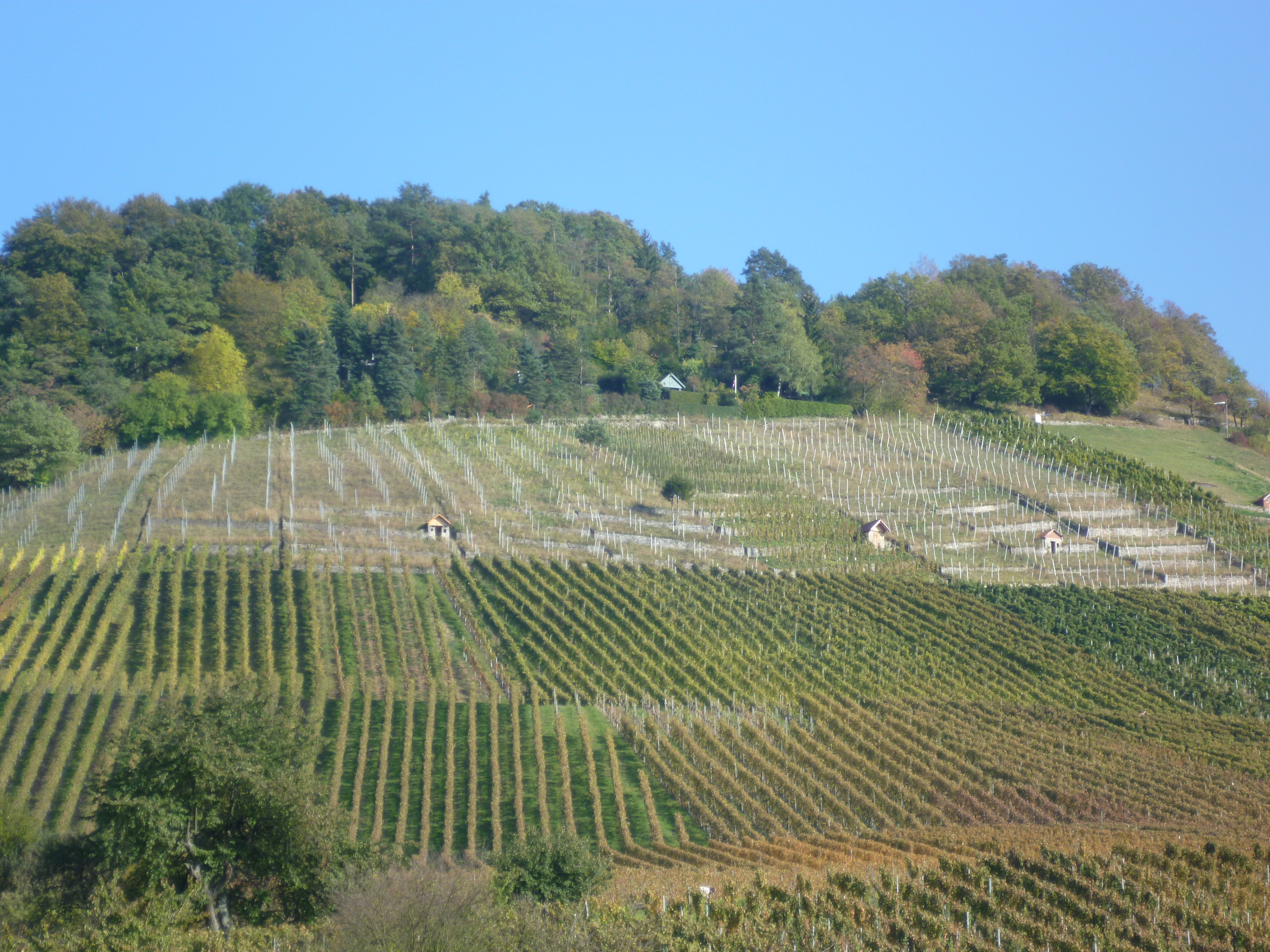
Weinberge bei Remshalden

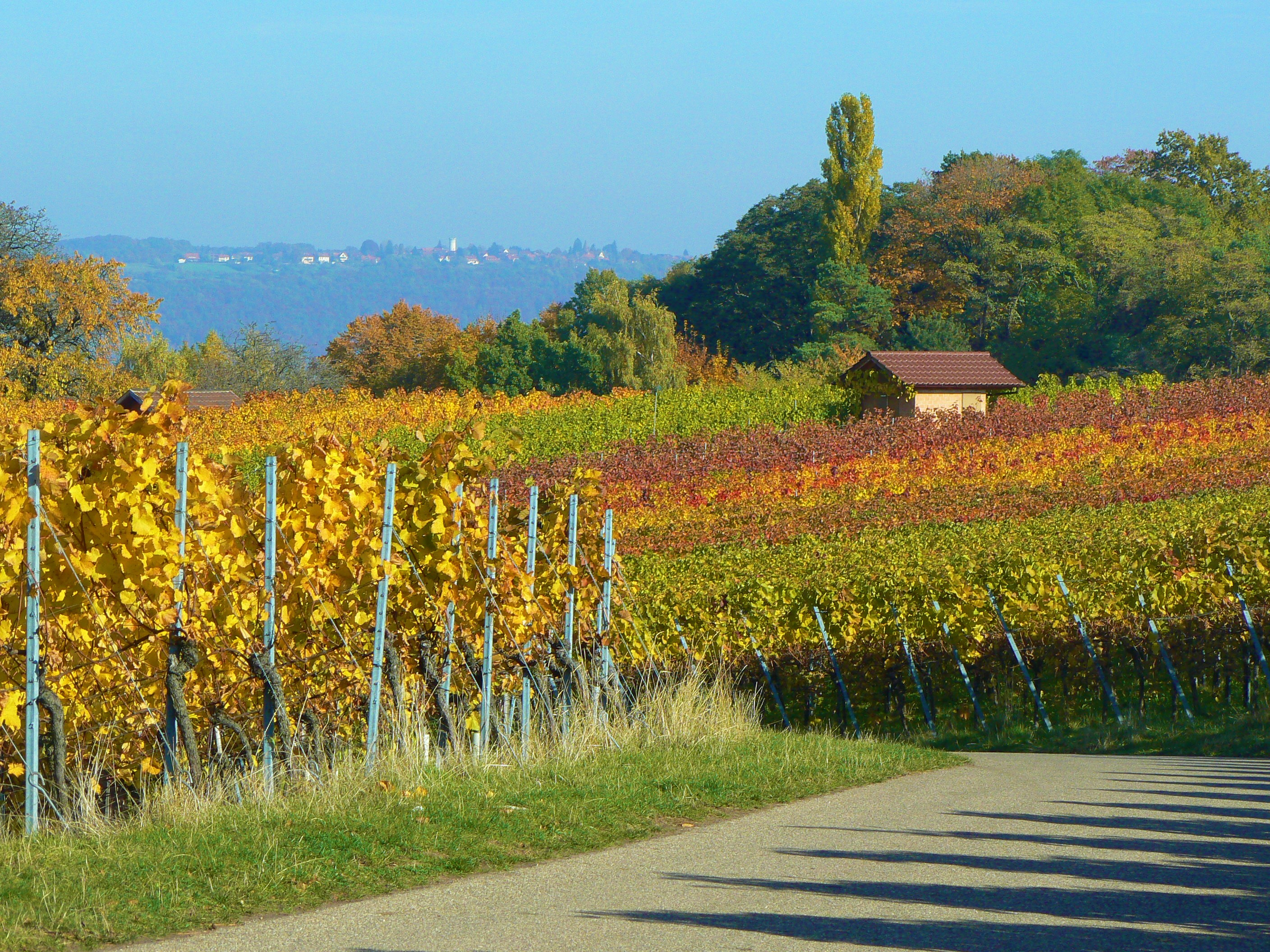
Weinberge bei Weinstadt

Bis heute ist noch nicht sicher geklärt, ob die Römer den Weinbau nach Südwestdeutschland brachten. Wein wurde zwar in Kellern gelagert, Hinweise auf Keltereinrichtungen fehlen aber bislang. Erwiesen ist jedoch, dass im frühen Mittelalter Weinbau in erheblichem Umfang betrieben und bis 1500 immer weiter ausgedehnt wurde. Bis 1880 wurde an sämtlichen Hängen um Waiblingen Weinbau betrieben. Kriege, Pest, Pilzkrankheiten sowie die aus Amerika eingeschleppte Reblaus machten dem Weinbau in der folgenden Zeit schwer zu schaffen. Noch heute ist die abwechslungsreiche Landschaft stark vom Weinbau geprägt, jedoch weniger intensiv als in den damaligen Zeiten.

### Weinbau im Remstal heute
National und international prämierte Weine begründen den Ruf des Remstals als Weinbaugebiet. Zu den angebauten Weinsorten gehören qualitativ hochwertige und neue Rebsorten wie Acolon, Cabernet Mitos oder Cabernet Dorio, die oftmals von jüngeren Winzern in Direktvermarktung angeboten werden. Gleichzeitig werden alte Sorten wie Riesling, Kerner, Spätburgunder, Lemberger und Trollinger erhalten und gepflegt. Bei lediglich 10 Prozent der Anbaufläche sind im Remstal 45 Prozent der württembergischen Spitzenbetriebe zu Hause.
Von den 780 Hektar Rebfläche im Remstal wird der überwiegende Teil in Feierabendarbeit bewirtschaftet; die Nebenerwerbswinzer sind in der Regel in einer der beiden großen Genossenschaften Remstalkellerei oder den Fellbacher Weingärtnern organisiert. Hier werden die Trauben gekeltert und ausgebaut. Die Remstalkellerei zählt zu den größten Genossenschaftskellereien in Deutschland.

## Begriffsverwendungen
Auf den Waiblinger Bundestagsabgeordneten Karl Georg Pfleiderer bezieht sich der ab 1952 geprägte Begriff Remstalpolitik, der anfangs seine Ansichten als provinziell bewerten sollte, später aber ins Positive gekehrt wurde.
Als „Remstal-Rebell“ bekannt wurde Helmut Palmer (1930–2004), der sich als Pomologe und Bürgerrechtler verstand.